# Еречілсельвен
Еречілсельвен (швед. Örekilsälven, також Квіструмсон або Квіструмсельвен (швед. Kvistrumsån,  Kvistrumsälven )) — мала річка на заході південної частини Швеції, у лені Вестра-Йоталанд. Довжина річки за різними даними становить 70 - 90 км,    площа басейну  — 1340,2 км²,   середня витрата води — 22 м³/с. 

## Назва
Назва річки Еречілсельвен складається зі слів «ör» — «гравій», «kil» — «клин» та «älv» — «річка».  Слово «ör» означає гравій, жорству розміром 7 – 20 мм і використовується у багатьох шведських топонімах.    Слово «kil» характеризує місцевість, однак до чого саме відноситься це слово і причина його використання у назві річки є нез’ясованим. 
Інколи на ділянці від впадіння у річку притоки Мункедальсельвен до її гирла річка Еречілсельвен називається Квіструмсельвен  (або Квіструмсон ).  